# 特許権侵害訴訟
特許権侵害訴訟（とっきょけんしんがいそしょう、英 patent infringement litigation 、独 Patentverletzungsprozeß ､中 专利权侵害诉讼（和字 専利権侵害訴訟））とは、特許権を有すると主張する者が、その特許権に対する侵害行為からの救済を裁判所に請求する訴訟である。特許侵害訴訟（とっきょしんがいそしょう）、特許訴訟（とっきょそしょう、英 patent litigation ）、あるいは単に侵害訴訟（しんがいそしょう、英 infringement litigation 、独 Verletzungsprozeß ）ということもある。
特許権侵害訴訟においては、過去の特許権侵害行為に対する損害賠償と将来の特許権侵害行為の差止めとが主要な請求の類型となる。
審理期間の長短、当事者の主張立証活動への支援の有無や方法といった特許権侵害訴訟の審理のあり方は、特許権の実効性を大きく左右することになるため、当該国の特許権に対する保護の姿勢を計る目安としても重視される。日本やアメリカ合衆国のように特許権保護重視（プロパテント）政策を採用する国では、特許権侵害訴訟の審理を迅速で充実したものにするよう、法令上、裁判実務上、様々な工夫が施されている。

## 主たる問題点
特許権侵害訴訟においては、差止め請求では(1)特許権の有効性、(2)特許権が及ぶ範囲、(3)被告の物件（イ号物件）又は方法が特許権の及ぶ範囲に属するか、(4)先使用又は実施許諾の有無が主たる争点となり、損害賠償請求ではこれに加えて(5)損害額も主たる争点となる。
そこで、立法当局による特許権侵害訴訟の制度設計や司法当局による訴訟運営の際には、(1)特許権の有効性については、そもそもこれを争う主張を許すか否か、(2)特許権が及ぶ範囲については、特許請求の範囲（クレーム、英 claims ）の解釈方法、間接侵害も特許権侵害行為に当たるか否か、均等論や禁反言の適用の可否、特許権の消尽、(3)被告の物件又は方法の認定については、特許権の保護と営業秘密の保護との調整、(5)損害額については、その認定ないしは擬制の方法が大きな問題になる。

## 侵害警告
特許権侵害訴訟を提起する前に特許権者が被告とすべき者に対して特許権侵害行為の存在を通知する（侵害警告）必要はないとするのが、立法例の大勢である。ただし、実務上極めて重要な例外として、侵害警告があったことが損害賠償請求権の発生要件となる場合があるとするアメリカ合衆国連邦特許法287条(a)の例がある。また、日本や大韓民国（ただし2006年10月1日の制度改正前のもの）の実用新案制度のように、技術的側面に関する実体審査をせずに技術的思想独占権を設定する制度の下では、侵害警告があったことがその権利に基づく侵害訴訟で勝訴するための要件とされることがある。
もっとも、侵害警告には、上記のような法律上の要件としての意義とは別に、戦略的な意義もある。すなわち、特許権侵害訴訟の審理の主導権を握り、自己に有利な判決又は和解条項を迅速に得るには、争点の正確な予測とこれに基づく十分な事前準備とが不可欠である。そのためには、侵害警告を発する特許権者も、これに対する回答書を発する侵害行為者も、具体的な根拠に基づく主張の応酬を展開し、相手方の真意（狙いは競業者の放逐なのか、金銭的利益なのか、相互実施許諾（クロスライセンス）なのか）、論拠の強弱、証拠収集の進展度合いといった、相手方の手の内を探っておくことが有益な場合が多い。
その反面で、欧州特許条約締約国内の侵害行為者に対して侵害警告を発する場合には注意を要する。欧州内での特許権は各国ごと確立される。これは、各国の特許庁で直接審査された出願でも欧州特許庁で許可された出願でも同様である（欧州特許庁で許可された特許は国内特許の束であり、欧州特許条約加盟国へ個別に登録手続き（Validation）を行わなければ権利として確立しない。どの国で登録するかは権利者が選択できる）。従って、侵害行為の争いは各国の特許権に基づいて当該国内での民事事件となる（属地主義）。しかし、侵害行為者側の魚雷（英語でtorpedo）戦略、すなわち、他の加盟国で当該特許の非侵害確認訴訟を提訴されると二重起訴を理由に、本訴が訴訟手続中断（stay）される危険性がある。魚雷戦略は訴権の濫用にあたると解釈されてはいるが、その旨の判決を得るまでに長期間を要することもあり得るので、特許権者は警戒を要する。トルピード戦略は、訴訟手続きが遅い・長期間になるとされるイタリアで非侵害確認訴訟を提訴されることが多く、“Italian Torpedo”としてよく知られている。

## 特許無効の主張
特許権侵害訴訟において、特許無効の主張とは、「特許権が外形的に存在することは認めるが、その特許は無効であるから、特許権者の侵害行為者に対する特許権の行使は許されない」という趣旨の侵害行為者側の主張をいう。特許権は、その対象となっている発明が特許要件を欠いていれば、無効とされるのが本筋である。しかし、立法例の大勢は、特許権を設定し又はこれを無効とする権限を、裁判所にではなく専門の行政官庁に与えており、このような立法例の下では、裁判所が特許無効の主張を採用すれば当該行政官庁の権限を侵害することになり得る。そこで、このような主張を採用すること自体が許されないのではないかという問題が生じる。
特許権侵害訴訟において、侵害行為者による特許無効の主張を許すか否かという問題点については、アメリカ合衆国はこれを許し、ドイツ連邦共和国及び同国の法文化の影響が強い各国（日本、中華民国等）はこれを許さないというのが、伝統的な制度設計ないしは司法解釈であった。
日本や中華民国は、このような特許無効の主張を許す方向に転じた。これに対して、ドイツ連邦共和国では、特許無効の主張を許すべきであるとする学説が存在するが、制度設計や司法解釈としては採用されていない。